# Roderick Williams
Roderick Gregory Coleman Williams (* 1965 in London) ist ein englischer Bariton, der als Opern-, Konzert- und Liedsänger und auch als Komponist tätig ist.

## Leben
Roderick Williams wurde im nördlichen London geboren. Sein Vater stammte aus Wales, seine Mutter aus Jamaika. Er studierte Operngesang an der Guildhall School of Music in London. Während dieser Zeit hatte er sein Operndebüt als Tarquinius in Benjamin Brittens The Rape of Lucretia.
Er trat an der English National Opera, Opera North, Scottish Opera, New Israeli Opera, bei den BBC Proms und am Royal Opera House Covent Garden auf, arbeitete mit zahlreichen europäischen Orchestern einschließlich allen BBC-Orchestern im Vereinigten Königreich und gab Liederabende an Spielstätten wie z. B. der Wigmore Hall. Am 13. September 2014 war er zum ersten Mal Solist bei der Last Night of the Proms. Dabei wirkte er bei der Kantate Taillefer von Richard Strauss mit, sang eigene Bearbeitungen zweier Lieder und war der Solist im abschließenden Rule, Britannia!.
Auf der Opernbühne stellte er Rollen wie etwa den Eugen Onegin bei Garsington Opera im Juni/Juli 2016 oder den Papageno am Royal Opera House Covent Garden im Sep./Okt 2017 dar.
2017 wurde er als Visiting Consultant in Vocal Performance des Birmingham Conservatoire berufen.

## Preise und Auszeichnungen
- 2016: Singer of the Year Royal Philharmonic Society Awards[8]
- 2017: Officer des Order of the British Empire[9]

## Repertoire
In Opernhäusern oder bei konzertanten Aufführungen trat Roderick Williams u. a. in folgenden Rollen auf:
- Albert in Werther, Massenet
- Andrei Bolkonsky in Krieg und Frieden, Prokofjew
- Belcore in L’elisir d’amore, Donizetti
- Escamillo in Carmen, Bizet
- Eugen Onegin in Eugene Onegin, Tschaikowski
- Figaro in Der Barbier von Sevilla, Rossini
- Fürst Jelezki in Pique Dame, Tschaikowski
- Graf Almaviva in Le nozze di Figaro, Mozart
- Guglielmo in Così fan tutte, Mozart
- Harlequin in Ariadne auf Naxos, Strauss
- Henry Cuffe in Gloriana, Britten
- Masetto in Don Giovanni, Mozart
- Marcello in La Bohème, Puccini
- Ned Keene in Peter Grimes, Britten
- Papageno in Die Zauberflöte, Mozart
- Schaunard in La Bohème, Puccini
- Sid in Albert Herring, Britten
- Tarquinius in The Rape of Lucretia, Britten
- The Novice's Friend in Billy Budd, Britten
- Top in The Tender Land, Copland

## Diskografie

### Tonaufnahmen (Auswahl)
Roderick Williams wirkte bei einer Vielzahl von Tonträgerproduktionen mit. Dazu zählen Liederalben wie z. B.
- Vaughan Williams: Songs of Travel, The House of Life, Poems by Fredegond Shove. Für Bariton und Klavier. Naxos, 2005.
- George Butterworth: Lieder für Bariton und Klavier. Naxos, 2010.
- Lieder von Schumann, Mahler, Korngold und Wolf für Bariton und Klavier. Wigmore Hall, 2011.
- Der Wanderer, Schubert-Lieder für Bariton und Klavier. Delfian, 2016.

Gesamtaufnahmen von Opern, Oratorien und symphonischen Werken
- Ralph Vaughan Williams: The Poisoned Kiss. (Oper in 3 Akten), Chandos, 2002.
- Benjamin Britten: Albert Herring. Chandos, 2003.
- Ralph Vaughan Williams, Symphonie Nr. 1 A Sea Symphony. Katherine Broderick, Roderick Williams, Hallé Choir, Hallé Orchestra unter Mark Elder. Hallé, 2015.

### Videoaufnahmen auf DVD bzw. Blu-ray Disc
- Johann Sebastian Bach, Johannes-Passion BWV 245 mit Roderick Williams als Jesus[11], Mitschnitt aus der Berliner Philharmonie in der Ritualisierung von Peter Sellars. Rundfunkchor Berlin und Berliner Philharmoniker unter Simon Rattle. BPH, 2014.